# Isabella Sermon
Isabella Ines Sermon (* 8. Juli 2006 in London, Vereinigtes Königreich) ist eine britische Schauspielerin, die durch ihre Rolle der „Maisie Lockwood“ im Film Jurassic World: Das gefallene Königreich international bekannt wurde.

## Karriere
Sermon, die für ihr Schauspieldebüt von der Kritik und dem Publikum eine gute Resonanz erhielt, stand für den Film im Frühjahr und Sommer 2017 in den USA vor der Kamera. 2022 war sie auch in der Fortsetzung Jurassic World: Ein neues Zeitalter zu sehen. Sie spielt die Rolle der Maisie Lockwood und der Charlotte Lockwood. 2023 lieh Sermon einer Figur im Drama-Podcast People Who Knew Me von BBC Radio 4 ihre Stimme.

## Filmografie
Filme
- 2018: Jurassic World: Das gefallene Königreich
- 2022: Jurassic World: Ein neues Zeitalter